# David Dencik
Karl David Sebastian Dencik, född 31 oktober 1974 i Stockholm, är en dansk-svensk skådespelare.

## Biografi

### Familj
David Dencik är son till Lars Dencik och Kerstin Allroth samt yngre bror till manusförfattaren och dokumentärfilmsregissören Daniel Dencik. Han är uppvuxen i Köpenhamn och bodde där 1974–1999, innan han flyttade till Sverige för att studera vid Teaterhögskolan i Stockholm 1999–2003.

### Karriär
Dencik har haft roller på Dramaten samt medverkat i både svenska och danska filmer. Han har ofta spelat ensamvargar utan tydliga sociala sammanhang. I Sverige slog han igenom när han porträtterade John Ausonius i TV-serien Lasermannen. För rollen som Fred Åkerström i Cornelis (2010) blev han guldbaggenominerad i kategorin Bästa manliga biroll. 2008 tilldelades han Kurt Linders stipendium av Svenska Filmakademin. Mottagaren av stipendiet ska vara under 36 år och ha utmärkt sig inom filmområdet.
Dencik hade en mindre roll i Män som hatar kvinnor som journalist på tidningen Millennium. I den amerikanska versionen, The Girl with the Dragon Tattoo, har han dock en lite större roll när han spelar polisen som i tillbakablickarna försöker utreda vad som hänt den försvunna Harriet Vanger, en roll som i den svenska filmen gjordes av Björn Granath.
Under 2011 gjorde Dencik sina första roller i internationella storfilmer som Steven Spielbergs War Horse, David Finchers The Girl with the Dragon Tattoo och Tomas Alfredsons Tinker, Tailor, Soldier, Spy.
Han spelade 2013 kardinal Orsini i de två första avsnitten av tredje säsongen av TV-serien The Borgias.
2014 spelade han huvudrollen i Mikael Marcimains filmatisering av Klas Östergrens roman Gentlemen där Dencik spelar huvudrollen som dandyn Henry Morgan. Det var tredje gången Dencik och Marcimain arbetade tillsammans.
2012 meddelades att Dencik kommer att spela Thomas Quick i en filmatisering av Hannes Råstams bok Fallet Thomas Quick - att skapa en seriemördare. Filmen Quick fick premiär hösten 2019 och Dencik tilldelades Guldbaggen för bästa manliga biroll för titelrollen som Quick.
Från 2018 och tre år framåt gästade Dencik Högskolan för scen och musik (HSM) vid  Göteborgs Universitet, inom ramen för ett nytt Artist in Residence-program. Programmet, som stöds ekonomiskt av Stenastiftelsen, går ut på att under en treårsperiod bjuda in tongivande konstnärer för återkommande insatser som gästlärare.
Dencik är nu hedersdoktor vid Göteborgs universitet.
2019 spelade Dencik vetenskapsmannen Valdo Obrutjev i James Bond-filmen No Time to Die.

## Privatliv
David Dencik är gift med den danska juristen Sofie Dencik och tillsammans har de en dotter född 2014. Familjen är bosatt i Köpenhamn.

## Filmografi (i urval)
- 1999 – Lervik
- 2003 – Paragraf 9 (TV-serie)
- 2003 – Reconstruction
- 2003 – Bokseren
- 2004 – Babylonsjukan
- 2005 – Bare Holger
- 2005 – Coachen
- 2005 – Mycke kan hända på 5 sek.
- 2005 – Lasermannen (TV-serie)
- 2006 – En såpa
- 2007 – Allt om min buske
- 2007 – Lögnens pris
- 2007 – Upp till kamp (TV-serie)
- 2007 – Erik Nietzsche - De unga åren
- 2008 – Kandidaten
- 2008 – Vampyrer
- 2009 – De halvt dolda (TV-serie)
- 2009 – Original
- 2009 – Män som hatar kvinnor
- 2009 – Broderskab
- 2010 – Wallander - Indrivaren
- 2010 – Blekingegadeligan
- 2010 – Cornelis
- 2010–2012 – Lykke (TV-serie)
- 2011 – Maria Wern - Pojke försvunnen
- 2011 – The Girl with the Dragon Tattoo
- 2011 – Tinker, Tailor, Soldier, Spy
- 2011 – War Horse
- 2012 – Hamilton – I nationens intresse
- 2012 – A Royal Affair
- 2012 – Call Girl
- 2013 – The Borgias (TV-serie)
- 2013 – Hotell
- 2013 – Vi är bäst!
- 2014 – Fasanjägarna
- 2014 – The Homesman
- 2014 – Stockholm Stories
- 2014 – Gentlemen
- 2015 – The Last Panthers (TV-serie)
- 2015 – Regression
- 2016 – Gentlemen & Gangsters (TV-serie)
- 2016 – Flykten över sundet (TV-serie)
- 2017 – Top of the Lake (TV-serie)
- 2017 – Snömannen
- 2019 – Störst av allt (TV-serie)
- 2019 – Chernobyl (TV-serie)
- 2019 – Quick
- 2019 – Waiting for the Barbarians
- 2020 – No Time to Die
- 2021 – Kastanjemannen (TV-serie)
- 2022 – Diorama
- 2022 – Kyssen
- 2023 – Tillsammans 99
- 2023 – Huset (TV-serie)
- 2025 – Other People's Money (TV-serie)
- 2025 – Torpeden (TV-serie)
- 2026 – Dante (röstroll)

## Teaterroller (ej komplett)
| År   | Roll                                  | Produktion                                          | Regi               | Teater   |
| ---- | ------------------------------------- | --------------------------------------------------- | ------------------ | -------- |
| 2001 | En av Oberons älvor                   | En midsommarnattsdröm William Shakespeare           | John Caird         | Dramaten |
| 2001 | Edvard                                | Tildas hus Faith Jaques                             | Ellen Lamm         | Dramaten |
| 2001 | Piero Arlecchino Kanin Totten         | Pinocchio Sven Hugo Persson                         | Agneta Ehrensvärd  | Dramaten |
| 2003 | August Polisen Stormhatten Överrocken | Ett litet drömspel Staffan Westerberg               | Agneta Ehrensvärd  | Dramaten |
| 2003 | Graham                                | Befriad Sarah Kane                                  | Oskaras Koršunovas | Dramaten |
| 2004 | August Strindberg                     | Valpen Henning Mankell                              | Ellen Lamm         | Dramaten |
| 2006 | Ian                                   | Bombad Sarah Kane                                   | Stefan Larsson     | Dramaten |
| 2007 | Bradley                               | Hem till gården Sam Shepard                         | Stefan Larsson     | Dramaten |
| 2015 | Furst Mysjkin                         | Idioten Mattias Andersson efter Fjodor Dostojevskij | Mattias Andersson  | Dramaten |